# Паспорт гражданина Польши
Паспорт гражданина Польши выдаётся гражданам Польши Министерством внутренних дел для осуществления международных поездок. При поездках в пределах Европейского союза поляки могут также использовать свои идентификационные карты.

## Внешний вид
Польские паспорта выпускаются в бордовой обложке с заголовком «UNIA EUROPEJSKA» (Европейский Союз) и «RZECZPOSPOLITA POLSKA» (Республика Польша). В центре обложки расположен герб Польши, а под ним надписи «PASZPORT», «PASSPORT» и «PASSEPORT». Польский паспорт имеет стандартный биометрический символ, поставленный внизу, обозначающий документ как паспорт и использующий стандартный дизайн Европейского Союза. Дипломатические паспорта также бордовые по цвету и по существу одинаковы, но французские, английские и польские переводы слова «паспорт" заменены словами «дипломатический паспорт» («PASZPORT DYPLOMATYCZNY», «DIPLOMATIC PASSPORT» и «PASSEPORT DIPLOMATIQUE»).

## Безвизовый режим

Визовые требования для граждан Польши
Польша
Паспорт не требуется/передвижение по польской ID-карте
Виза не требуется
Виза по прибытии
Электронная виза
Виза по прибытии и электронная виза
Требуется обычная виза

### Европа
- Европейский союз неограниченный доступ[2]
- Албания 1 месяц
- Андорра
- Армения 21 день (виза оформляется по прибытии)
- Азербайджан 30 дней (виза оформляется по прибытии)
- Беларусь 90 дней
- Босния и Герцеговина 90 дней
- Хорватия 90 дней
- Фарерские острова 100 дней
- Грузия 90 дней
- Гибралтар
- Гернси
- Исландия неограниченный доступ
- Остров Мэн
- Джерси
- Лихтенштейн неограниченный доступ
- Северная Македония 90 дней
- Молдова 90 дней
- Монако 90 дней
- Черногория 90 дней
- Норвегия неограниченный доступ
- Сан-Марино 90 дней
- Сербия 90 дней
- Швейцария неограниченный доступ
- Турция 3 месяца
- Украина 90 дней
- Ватикан 90 дней

### Африка
- Ботсвана 90 дней
- Коморы (виза оформляется по прибытии)
- Джибути 1 месяц (виза оформляется по прибытии)
- Египет 1 месяц (виза оформляется по прибытии)
- Эфиопия 3 месяца (виза оформляется по прибытии)
- Гамбия 90 дней
- Кения 3 месяца (виза оформляется по прибытии)
- Мадагаскар 90 дней (виза оформляется по прибытии)
- Малави 90 дней
- Маврикий 6 месяцев
- Майотта 90 дней
- Марокко 3 месяца
- Мозамбик 30 дней (виза оформляется по прибытии)
- Намибия 3 месяца
- Реюньон неограниченный доступ
- Остров Святой Елены 90 дней
- Сейшельские Острова 1 месяц
- Эсватини по прибытии доступна бесплатная виза
- Танзания (виза оформляется по прибытии)
- Того 7 дней (виза оформляется по прибытии)
- Тунис 4 месяца
- Уганда (виза оформляется по прибытии)
- Замбия (виза оформляется по прибытии)
- Зимбабве 3 месяца (виза оформляется по прибытии)

### Америка
- Ангилья 3 месяца
- Антигуа и Барбуда 1 месяц
- Аргентина 3 месяца
- Аруба 90 дней
- Багамские Острова 3 месяца
- Барбадос 6 месяцев
- Белиз 1 месяц
- Бермуды 6 месяцев
- Боливия 90 дней
- Бразилия 90 дней
- Канада 180 дней
- Острова Кайман 30 дней
- Чили 90 дней
- Колумбия 90 дней
- Коста-Рика 90 дней
- Доминика 6 месяцев
- Доминиканская Республика 30 дней (необходима туристическая карта за 10 долларов)
- Эквадор 90 дней
- Сальвадор 3 месяца
- Фолклендские острова 30 дней
- Гвиана неограниченный доступ
- Гренландия 90 дней
- Гренада 3 месяца
- Гваделупа неограниченный доступ
- Гватемала 3 месяца
- Гайана 3 месяца
- Гаити 3 месяца
- Гондурас 3 месяца
- Ямайка 90 дней
- Мартиника неограниченный доступ
- Мексика 180 дней
- Монтсеррат 3 месяца
- Нидерландские Антильские острова 30 дней
- Никарагуа 3 месяца
- Панама 90 дней
- Парагвай 90 дней
- Перу 90 дней
- Пуэрто-Рико 90 дней
- Сент-Китс и Невис 3 месяца
- Сент-Люсия 28 дней
- Сен-Пьер и Микелон 90 дней
- Сент-Винсент и Гренадины 1 месяц
- Тринидад и Тобаго 90 дней
- Теркс и Кайкос 30 дней
- США 90 дней
- Уругвай 3 месяца
- Венесуэла 90 дней
- Виргинские Острова (Великобритания) 30 дней
- Виргинские Острова (США) 90 дней

### Азия
- Бахрейн 14 дней (виза оформляется по прибытии)
- Бангладеш 15 дней (виза оформляется по прибытии)
- Бруней 30 дней
- Камбоджа 1 месяц (виза оформляется по прибытии)
- Китай (Тайвань) 30 дней
- Гонконг 3 месяца
- Индонезия 30 дней (виза оформляется по прибытии)
- Иран 15 дней (виза оформляется по прибытии - International airports only)
- Ирак виза оформляется по прибытии (только Иракский Курдистан)
- Израиль 3 месяца
- Япония 90 дней
- Иордания (виза оформляется по прибытии)
- Республика Корея 3 месяца
- Кувейт 3 месяца (виза оформляется по прибытии)
- Кыргызстан 1 месяц (виза оформляется по прибытии)
- Лаос 30 дней (виза оформляется по прибытии)
- Ливан 1 месяц
- Макао 90 дней
- Малайзия 3 месяца
- Мальдивы 30 дней
- Непал 60 дней (виза оформляется по прибытии)
- Оман 1 месяц (виза оформляется по прибытии)
- Филиппины 21 день
- Катар 21 день (виза оформляется по прибытии)
- Сингапур 30 дней
- Шри-Ланка 30 дней
- Сирия 15 дней
- Таиланд 30 дней
- Восточный Тимор 30 дней (виза оформляется по прибытии)
- ОАЭ 90 дней
- Йемен 3 месяца (виза оформляется по прибытии)

### Австралия и Океания
- Австралия 30 дней
- Фиджи 4 месяца
- Французская Полинезия 90 дней
- Гуам 90 дней
- Кирибати 28 дней
- Маршалловы Острова 30 дней (виза оформляется по прибытии)
- Микронезия 30 дней
- Новая Каледония 90 дней
- Новая Зеландия 90 дней
- Северные Марианские Острова 30 дней
- Острова Кука 31 день
- Ниуэ 30 дней
- Токелау так же как для Новой Зеландии
- Палау 30 дней (виза оформляется по прибытии)
- Папуа — Новая Гвинея 90 дней (виза оформляется по прибытии)
- Самоа 60 дней
- Соломоновы Острова 3 месяца
- Тонга 31 день
- Тувалу 1 месяц (виза оформляется по прибытии)
- Вануату 30 дней
- Уоллис и Футуна 90 дней